# Прапор Сеути

Прапор Сеути

Державний прапор Іспанського автономного міста Сеута являє собою чотири прямокутника, розділених за діагоналями на чорні і білі трикутники. У центрі прапора зображений міський герб. 
Це зображення ідентичне зображенню на прапорі Лісабона і нагадує про португальське завоювання у 1415 році. Щит коронований короною маркізів. На щиті, на білому тлі у формі хреста зображено 5 малих синіх щитів. На малих щитах зображено по 5 срібних безантів. Краями великого щита широка червона облямівка з сімома золотими замками.